# Arjangelske
Arjangelske (en ucraniano: Архангельське, romanizado: Arjanhelske) es un pueblo ucraniano perteneciente al óblast de Jersón. Situado en el sur del país, forma parte del raión de Berislav y del municipio (hromada) de Visokopilia. 

## Toponimia
El nombre del lugar en ruso es Arjangélskoye (en ruso: Архангельское).

## Geografía
Arjangelske se encuentra en la orilla izquierda del río Inhulets, 16 km al suroeste de Visokopilia y a unos 150 km al noreste de Jersón.

## Historia
Cerca del pueblo hay un montículo de la Edad del Bronce.
Arjangelske se fundó en 1810 como Borozna (en ucraniano: Борозна) por colonos de las provincias de Cherniguiv y Poltava. En 1859, 2017 personas vivían aquí y a partir de 1886 el número de habitantes aumentó a 2510 personas. Además había una iglesia ortodoxa de San Miguel Arcángel, 5 tiendas, una escuela y se realizaban 4 ferias al año y bazares los miércoles.
El pueblo recibió el estatus de asentamiento de tipo urbano en 1974. 
Hasta el 18 de julio de 2020, Arjangelske fue parte del raión de Visokopilia. El raión se abolió en julio de 2020 como parte de la reforma administrativa de Ucrania, que redujo el número de rayones del óblast de Jersón a cinco. El área del raión de Visokopillia se fusionó con el raión de Berislav.En 2023, Arjangelske perdió el estatus de asentamiento de tipo urbano debido a la eliminación de este estatus administrativo.
Durante la invasión rusa de Ucrania de 2022, el pueblo fue ocupado por tropas rusas el 16 de marzo. El 2 de octubre de 2022, el presidente de Ucrania Volodímir Zelenski confirmó en su mensaje nocturno diario la recuperación de Arjangelske.

## Estatus administrativo
Además de Arjangelske, el municipio también incluye la aldea de Blakitne (en ucraniano: Блакитне, romanizado: Blakytne) con unos 80 habitantes.

## Demografía
La evolución de la población de Arjangelske entre 1859 y 2021 fue la siguiente:
| 2017                                                          | 2510 | 2303 | 1906 | 1810 | 1731 |
| (Fuente: Cities & Towns of Ukraine y UKRAINE: Größere Städte) |      |      |      |      |      |

## Infraestructura

### Transporte
Arjangelske se encuentra en una carretera pavimentada que conecta Berislav y Nikópol, via Velika Oleksandrivka y Novovorontsovka respectivamente. La estación de tren más cercana está en Blakitne (a 5 km de Arjangelske) se encuentra en la línea ferroviaria que conecta Apóstolove y Snijurivka (con más conexiones con Jersón y Mikolaiv).